# 新生代
- 關於2000年代期间出生的人口世代，請見「00后」。
- 關於1990年末至2000年代左右出生的人口世代，請見「Z世代」。
- 關於澳門的綜合性刊物，請見「新生代 (雜誌)」。

新生代（Cenozoic） 是地球地质历史上显生宙的第三个、也是最晚的一个代，也是目前最年轻的一个地质时代，从6600万年前白垩纪—古近纪灭绝事件开始一直持续至今。新生代下分兩个纪，分別是第三纪與第四纪，第三紀又分為古近纪與新近纪。共七个世。
新生代是哺乳动物繁荣并占据各个生物圈的优势生态位的时期，因此也称哺乳动物时代。除此之外，鸟类、有鳞爬行类、滑体两栖类、辐鳍鱼和昆虫也有很大发展，被子植物彻底成為优势陆生植物，使得裸子植物和蕨类植物等逐渐衰落被边缘化。
在新生代第四代晚期的全新世，属于灵长目哺乳动物的智人通过新石器革命形成以农业为基础的定居文明，并在之后的一万年间通过技术的不断进步成为地球有史以来唯一能够大规模改变地表生态环境并离开大气层、登陆其它天体并尝试探索宇宙的物种。

## 地理
盘古大陆已经彻底分裂，地球上的各个大陆逐渐移动到今天的位置上：印度、澳洲向北移，前者更撞向亞洲而形成喜瑪拉雅山脈和青藏高原；北美洲和南美洲也在此段時間連接起來。

## 下分地質時期
以下時期以時間先後順序劃分：
- 古近纪
  - 古新世
  - 始新世
  - 渐新世
- 新近紀
  - 中新世
  - 上新世
- 第四紀
  - 更新世
  - 全新世

（包括現在）
- 在过去，古近纪和新近纪常合并为第三纪，它们因而也曾分别被称作早第三纪和晚第三纪。